# Charles Bingley
Charles Bingley es un personaje ficticio de la novela Orgullo y Prejuicio de Jane Austen.

## Personaje
Es descrito como un hombre atractivo, inteligente, afable, agradable y sencillo, que gusta del baile, que tiene veintitrés años aproximadamente. Es hijo de un hombre que hizo fortuna en el comercio, y que le dejó una herencia de cien mil libras para comprar una casa, ya que su padre no pudo hacerlo. La novela se inicia con los rumores de su llegada a Netherfield y su renta de cinco mil libras al año, lo que provoca que sea buscado por los vecinos como un posible marido para alguna de sus hijas. Entre esas familias se encuentran los Bennet.
Charles conoce a las señoritas Bennet por primera vez en un baile, mostrándose muy agradable con Jane Bennet, quién llama su atención apenas la vio bailando.
Cuando Jane enferma, Bingley muestra claramente su preferencia hacía ella. Finalmente, esta preferencia se vuelve evidente en el baile que da en Netherfield. Sus dos hermanas y su amigo Fitzwilliam Darcy, conscientes del interés de Bingley por Jane, procurar impedir que progrese la relación. Durante su estancia en Londres, le convencen de no regresar a Netherfield con el argumento de que jane Bennet no corresponde su amor. Convencido de ello, Bingley decide no regresar a Netherfield. 
Sus hermanas y Darcy le esconden el hecho de que Jane se encuentra en Londres. Dado que Bingley no visita a Jane durante su estancia en la capital, ella piensa que la ha olvidado. No obstante, tiempo después se descubre que no es cierto.
Bingley vuelve a encontrarse con Elizabeth, la hermana de Jane, en Derbyshire, en la posada de Lambton donde ella se hospedaba, y se da a entender que todavía conserva su interés por Jane.
Finalmente, Bingley decide ir a Longbourn de nuevo, totalmente resuelto a pedir la mano de Jane. Ahí se entera de que Darcy le escondió la presencia de Jane en Londres por boca de este mismo, así también se entera por Darcy que Jane siente un amor tierno por él, lo que le anima a pedirle matrimonio.
Bingley se alegra mucho de que Elizabeth se casé con su amigo Darcy. Tras su boda, compra una casa cerca de Pemberley, la residencia de Darcy, donde vive con su esposa Jane.

## Cine y televisión
- En la miniserie de Orgullo y Prejuicio de 1995 es interpretado por Crispin Bonham-Carter.[2]
- En la película Orgullo y Prejuicio del 2005 es interpretado por Simon Woods.[3]